# チャールズ・ウェッブ・ル・バ
チャールズ・ウェッブ・ル・バ（Charles Webb  Le Bas、1779年4月26日 - 1861年1月25日）は、イングランドの聖職者、ケンブリッジ大学トリニティ・カレッジのフェロー、東インド会社カレッジ校長。ブライトンで没した。

## 生涯
ル・バは、祖父が1702年にイングランドに逃れて来た、ユグノーの家系の出身であった。ル・バは、ウィンチェスターのハイド・アビー・スクール (Hyde Abbey School) から、ケンブリッジ大学トリニティ・カレッジに進み、1800年にBAを取得し、第4位ラングラー（Wrangler：数学の成績優秀者）と学長メダルを得て卒業し、1802年にはトリニティ・カレッジのフェローとなった。1806年、リンカーン法曹院を経て法務資格を得たが、聴覚障碍のために法務職を断念することになった。リンカーン主教（Bishop of Lincoln：George Pretyman Tomline を指す）の息子たちの家庭教師を務めた後、1812年に聖職者按手を受け、同時にシャドウェル (Shadwell) セント・ポール教会 (St Paul's Church) の教区牧師 (rector)、ヨークシャー州（現在のサウス・ヨークシャー州）ダーフィールド (Darfield) の教区牧師、ウムウェル (Wombwell) の教区副牧師 (curate) となり、リンカンからも聖職禄を受けることとなった。1813年、ル・バは、東インド会社カレッジの数学教授となり、後に1837年から1843年まで、カレッジの校長を務めた。

## ル・バ奨学金
東インド会社カレッジの出身者たちは、ル・バのカレッジへの功績を記念して募金活動を行い、1848年にル・バ奨学金 (the Le Bas Scholarships) を、ケンブリッジ大学で文学を学ぶ学生のために設けた。

## 業績
ル・バは、カロライン・ディヴァインズ (Caroline divines) と、（ウィリアム3世への臣従宣誓を拒んだ）臣従宣誓拒否派 (nonjurors) との間をつなぎ、また、オックスフォード運動 (Oxford Movement) との間をつなぐ神学上の学派を、ヒュー・ジェームズ・ローズ (Hugh James Rose)、クリストファー・ワーズワース (Christopher Wordsworth、ジョン・ジェームズ・ブラント (John James Blunt)、ウィリアム・ホッジ・ミル (William Hodge Mill) らとともに形成していた。ル・バは、『British Critic』誌の寄稿者であり、1827年から1838年までの間に80本近い記事を寄稿していた。また、ローズの主宰する『British Magazine』誌にも、1831年から1832年にかけて寄稿していた。

### おもな著作
- Considerations on Miracles, 1828
  - ジョン・ペンローズ (John Penrose) の『Treatise on the Evidence of the Christian Miracles』について論じた『British Critic』誌の記事を追加した再版がある。
- Sermons on various occasions (3 vols. 1822–34)
- The Life of the Right Reverend Thomas Fanshaw Middleton, D.D.: Late Lord Bishop of Calcutta. C. J. G. & F. Rivington. (1831). pp. 1–
- Memoir of Henry Vincent Bayley, 1846
  - 旧友についての追想記[3]。

ローズとウィリアム・ロウ・ライオール (William Rowe Lyall) が編纂した「Theological Library（神学文庫）」のシリーズにおいて、ル・バは合わせて5巻を執筆した。
- The life of Wiclif. Printed for J. G. & F. Rivington. (1832)
- The Life of Archbishop Cranmer. Rivington. (1833)
- The Life of Bishop Jewel. J. G. & F. Rivington. (1835). pp. 1–
- The life of archbishop Laud. J.G. and F. Rivington. (1836) republished 2005 Kessinger Publishing ISBN 1-4179-5714-X[3]

ル・バはキリスト教知識普及協会 (Society for Promoting Christian Knowledge) の小冊子の執筆も手がけており、また説教集を1冊刊行している。
- A sermon [on 2 Cor. ii, 16] preached at the consecration of ... W. Otter ... bishop of Chichester. (1836). pp. 3–[3]